# Dräckes Mina Aronssons gård
Dräckes Mina Aronssons gård (Trasten 3) är en gård i Hedemora, Dalarnas län. Gården, med två boningshus, är en av de äldsta i Hedemora. Den antas vara från 1600-talet och ha klarat stadsbränderna 1754 och 1849. Gården var ursprungligen större, men en avstyckning av tomten skedde efter 1849, troligen under 1900-talet. Till gården hörde även jord- och skogsbruksmark i och utanför staden, vilka är avsålda.
Den äldsta dokumentationen av bebyggelse på tomten är en karta från 1642 och gården var ursprungligen en bondgård. Under 1700-talet kom dock gården dock att bebos av garvare. Såväl 1750 som 1779 bodde rådmannen och garvaren Isac Wahlström på gården och 1800 bodde logarvare Anders Hedenroth samt sämskmakare Anders Zedendahl med familjer där. A. Byman, snickare och sedermera rådman, var ägare av tomten 1849.
På gården står två stycken röda tvåvånings bostadshus med vita omfattningar. De är byggda av liggtimmer klädda med lockläkt, har stengrund och sadeltak med tvåkupigt tegel. Under det ena huset finns en tunnvälvd källare klädd i tegel, vilken möjligen är byggd under 1600-talet. De båda husen har loftgångar, som byggdes igen i slutet av 1800-talet. Såväl bostadshus som uthus har moderniserats och bytt användningsområden efter hand, bland annat installerades vattenklosetter 1936 efter ritningar av Carl Johan Perne och ett garage inreddes 1951 i det uthus som ursprungligen var ladugård.